# 莫里斯山 (科茨地)
80°23′S 27°27′W / 80.383°S 27.450°W
莫里斯山是南極洲的山峰，位於科茨地，屬於沙克爾頓山脈的一部分，處於彼得森峰東北面 11 公里，在1957年由英聯邦探險隊繪入地圖，現時由南極條約體系管理。